# Tjalling Koopmans
Tjalling Charles Koopmans (Wijdemeren, 28 de Agosto de 1910 — New Haven, 26 de Fevereiro de 1985) foi um economista neerlandês. Foi laureado com o Prémio de Ciências Económicas em Memória de Alfred Nobel de 1975.

## Biografia
Koopmans nasceu em 's-Graveland, Holanda. Ele começou sua educação universitária na Universidade de Utrecht aos dezessete anos, especializando-se em matemática. Três anos depois, em 1930, ele mudou para a física teórica. Em 1933, ele conheceu Jan Tinbergen, vencedor do Prêmio Nobel de Economia em 1969, e mudou-se para Amsterdã para estudar economia matemática com ele. Além da economia matemática, Koopmans estendeu suas explorações à econometria e estatística. Em 1936 ele se formou na Universidade de Leiden com um PhD, sob a direção de Hendrik Kramers. O título da tese foi "Análise de regressão linear de séries de tempo econômicas".
Koopmans mudou-se para os Estados Unidos em 1940. Lá, ele trabalhou por um tempo para um órgão do governo em Washington D.C., onde publicou sobre a economia do transporte com foco em rotas ideais, depois mudou-se para Chicago, onde ingressou em um órgão de pesquisa, a Comissão Cowles for Research in Economics, afiliado à Universidade de Chicago. Em 1946, tornou-se cidadão naturalizado dos Estados Unidos e, em 1948, diretor da Comissão Cowles. Também em 1948, foi eleito Fellow da American Statistical Association. Em 1950 ele se tornou um membro correspondente da Royal Netherlands Academy of Arts and Sciences. crescente oposição hostil à Comissão Cowles pelo departamento de economia da Universidade de Chicago durante a década de 1950 levou Koopmans a convencer a família Cowles a mudá-la para a Universidade de Yale em 1955 (onde foi renomeada Fundação Cowles). Ele continuou a publicar sobre a economia do crescimento ideal e análise de atividades.
Os primeiros trabalhos de Koopmans na teoria Hartree-Fock estão associados ao teorema de Koopmans, que é muito conhecido na química quântica. Koopmans recebeu o prêmio Nobel (juntamente com Leonid Kantorovich) por suas contribuições ao campo da alocação de recursos, especificamente a teoria do uso otimizado dos recursos. O trabalho para o qual o prémio foi atribuído centrava-se na análise da atividade, no estudo das interações entre as entradas e saídas da produção e a sua relação com a eficiência económica e os preços. Por fim, a importância do artigo de Koopmans (1942) derivando a distribuição do coeficiente de correlação serial foi reconhecida por John von Neumann, e mais tarde influenciou os testes ótimos para uma raiz unitária por John Denis Sargan e Alok Bhargava (Sargan e Bhargava, 1983).

## Trabalhos selecionados
- Koopmans, Tjalling C. (1942). «Serial correlation and quadratic forms in normal variables». Institute of Mathematical Statistics. Annals of Mathematical Statistics. 13 (1): 14–33. JSTOR 2236158. doi:10.1214/aoms/1177731639
- Koopmans, Tjalling C.; Montias, J.M. (1971). «On the Description and Comparison of Economic Systems» Cowles Foundation Paper No. 357.
- Koopmans, Tjalling C. (11 de dezembro de 1975). Nobel Memorial Lecture: Concepts of optimality and their uses (PDF). [S.l.: s.n.]
- Koopmans, Tjalling C.; Debreu, Gérard (1982). «Additively decomposed quasiconvex functions» (PDF). Springer. Mathematical Programming. 24 (1): 1–38. doi:10.1007/BF01585092